# Schweinitz
Schweinitz est un village et une ancienne municipalité du arrondissement du Pays-de-Jerichow, en Saxe-Anhalt, en Allemagne. Depuis le 1er janvier 2009, il fait partie de la ville de Möckern. 

## Démographie
Sa population s’élève à 287 habitants.